# Sinocalamus yentuensis
Sinocalamus yentuensis är en gräsart som beskrevs av To Quyen Nguyen. Sinocalamus yentuensis ingår i släktet Sinocalamus och familjen gräs. Inga underarter finns listade i Catalogue of Life.